# Alyeska Pipeline Service Company
Компанія Alyeska Pipeline Service Company є операційною компанією Трансаляскинської трубопровідної системи (TAPS).
У 1968 році в затоці Прудо на морі Бофорта на північному схилі Аляски було виявлено нафту. Консорціум нафтових компаній, які хотіли видобувати нафту, вирішив побудувати трубопровід для транспортування сирої нафти з нафтового родовища Прадхо-Бей до Валдеза, міста на півдні Аляски в Аляскинській затоці з найпівнічнішим вільним від льоду портом у США.
Компанія Alyeska Pipeline Service Company була заснована в 1970 році для проєктування, будівництва, експлуатації та обслуговування трубопроводу. На той час будівництво трубопроводу, вартість якого становила 8 мільярдів доларів, було найдорожчим проєктом в історії, що фінансувався з приватних джерел.
Консорціум операційних компаній складається з BP Pipelines (Alaska) Inc. (46,93%), ConocoPhillips Transportation Alaska, Inc. (28,29%), ExxonMobil Pipeline Company (20,34%), Unocal Pipeline Company (1,36%) та Koch Alaska Pipeline Company (3,08%). Штаб-квартира компанії Alyeska Pipeline Service Company знаходиться в Анкориджі, а її дочірні офіси розташовані у Фербенксі та Валдезі. У компанії працює близько 800 осіб. (Станом на травень 2008 року)
У серпні 2019 року BP та Hilcorp Alaska, дочірня компанія техаської енергетичної компанії Hilcorp Energy, домовилися про продаж усіх аляскинських підприємств BP. Продаж також включає дочірню компанію BP BP Pipelines (Alaska) Inc., найбільшого акціонера Трансаляскинської трубопровідної системи на сьогодні.

## Інтернет-ресурси
- Website der Alyeska Pipeline Service Company (englisch)